# 쓰가와촌 (오카야마현)
쓰가와촌(津川村)은 오카야마현 조보군에 있던 촌이다. 현재의 다카하시시에 해당한다.

## 역사
- 1889년 6월 1일 - 정촌제 시행에 의해 조보군 쓰가와촌이 발족하였다.
- 1954년 5월 1일 - 조보군 쓰가와촌·가와모촌·고세촌, 가와카미군·다마가와촌·마쓰바라촌·우지촌·다카쿠라촌과 합병, 시로 승격해 다카하시시가 신설하여 폐지되었다.

## 교통

### 철도
- 일본국유철도
  - 하쿠비선

## 참고문헌
- 角川日本地名大辞典 33 岡山県
- 『市町村名変遷辞典』東京堂出版、1990年